# Papiermühlenbach
Papiermühlenbach war eine Streusiedlung in der bergischen Großstadt Solingen. Sie geht auf eine Gruppe von Schleifkotten am Ufer des Papiermühler Bachs zurück.

## Lage
Papiermühlenbach, das heute nur noch eine Wüstung ist, befindet sich im östlichen Bereich des Stadtbezirks Solingen-Mitte im Tal des gleichnamigen Bachs südlich der Straße von Solingen nach Papiermühle (Soterweg). An die Schleifkotten, die einst wie an einer Perlenschnur aufgereiht dem Verlauf des Baches folgten, erinnern heute nur noch Reste von Gräben und Wällen im Umfeld des Bachs.
Benachbarte Orte sind bzw. waren (von Nord nach West): Hasseldelle, Sturmsloch, Papiermühle, Theegarten, Meigen, Kannenbrühl, Kannenhof und Altenbau.

## Geschichte
Der wasserreiche Papiermühler Bach bot für die Nutzung der Wasserkraft für den Antrieb von Schleifkotten sehr günstige Bedingungen. Daher wurde die Wasserkraft im Vergleich zu anderen Solinger Bächen besonders rege genutzt. In dem Kartenwerk Topographia Ducatus Montani von Erich Philipp Ploennies, Blatt Amt Solingen, aus dem Jahre 1715 sind im gesamten Bachlauf elf Schleifkotten unbenannt verzeichnet. Die Topographische Aufnahme der Rheinlande von 1824 verzeichnet die Kotten unbeschriftet. 1832 lag der als Papiermühlenbach bezeichnete Ort in der Flur II. Meigen der Bürgermeisterei Dorp. Nach der Statistik und Topographie des Regierungsbezirks Düsseldorf umfasste der Ort zu dieser Zeit insgesamt neun Schleifkotten.
Papiermühlenbach gehörte nach Gründung der Mairien und späteren Bürgermeistereien zur Bürgermeisterei Dorp, die im Jahre 1856 das Stadtrecht erhielt. Die Bürgermeisterei beziehungsweise Stadt Dorp wurde nach Beschluss der Dorper Stadtverordneten zum 1. Januar 1889 mit der Stadt Solingen vereinigt. Damit wurde Papiermühlenbach ein Ortsteil Solingens. In der Preußischen Neuaufnahme von 1893 ist der Ort als Papiermühlerbach verzeichnet.
Mit dem Aufkommen der Dampfschleifereien ab der Wende zum 20. Jahrhundert wurden einige der Kotten aufgegeben. Südöstlich von Altenbau wurden die zu dem Ort gehörenden Kotten abgerissen, um dort eine Kläranlage zu errichten. Diese Kläranlage ist noch in die 1980er Jahre im amtlichen Stadtplan verzeichnet, auch sie wurde abgerissen. Damit fiel der Ort brach.